# Silvino Lobos
Silvino Lobos est une localité de la province de Samar du Nord, aux Philippines. En 2015, elle compte 15 299 habitants.